# Hươu sừng ngắn Merida
Hươu sừng ngắn Merida (Mazama bricenii) là một loài động vật có vú trong họ Hươu nai, bộ Guốc chẵn. Loài này được Thomas mô tả năm 1908.